# Adebrotus
Adebrotus is een geslacht van haften (Ephemeroptera) uit de familie Baetidae.

## Soorten
Het geslacht Adebrotus omvat de volgende soorten:
- Adebrotus amazonicus
- Adebrotus lugoi